# Alois Čáslavka
Alois Čáslavka (9. září 1899 Česká Skalice – 26. května 1963 Trenčianske Teplice) byl významný československý zpravodajský důstojník a vojenský diplomat.

## Mládí a studia
Alois Čáslavka se narodil 9. září 1899 v České Skalici jako poslední ze tří dětí manželům Aloisovi a Anně Čáslavkovým. Od roku 1904 chodil do obecné školy v České Skalici. Také studoval na měšťanské škole v témže městě. Kvůli nepříznivým ekonomickým poměrům rodiny bohužel nemohl dále studovat.
Později, v roce 1920 studoval na Vojenské akademii v Hranicích. Studium této akademie významně ovlivnilo jeho další vojenskou kariéru a získal zde hodnost poručíka dělostřelectva. Rovněž absolvoval Aplikační školu Dělostřeleckého učiliště v Olomouci.

## První světová válka
Od července 1914 pracoval jako dělník v textilní tovární firmě Ladislav Bartoň, a to až do roku 1917, poté byl povinen přihlásit se do rakousko-uherské armády.
Nejprve absolvoval povinný vojenský výcvik v Hradci Králové. Od srpna 1917 bojoval na ruské frontě, kde do 26. září působil u šesté baterie 129. dělostřeleckého pluku. Poté se s plukem přesunul na italskou frontu. 12. března 1918 byl vážně zraněn průstřelem bércového svalu.

## Osobní život
Roku 1927 se oženil s o pět let mladší Eliškou Steinerovou z židovské obchodnické rodiny z Hranic. Alois se s ní seznámil, když tam studoval na tamní vojenské akademii. V roce 1928 se jim narodila dcera Eva a v roce 1935 druhá dcera Miriam.

## Meziválečná vojenská služba
1. listopadu 1918 se přihlásil jako dobrovolník opět u 129. dělostřeleckému pluku rakousko-uherské armády. Po založení Československa získal čas na studium, aby mohl začít vojenskou kariéru.

### Působení v Mukačevě
Byl přemístěn do 112. dělostřeleckému pluku v Mukačevě na Podkarpatské Rusi, kde sloužil až do roku 1935. Nejdříve byl subalterním důstojníkem druhé baterie, roku 1925 byl u náhradní baterie pobočníkem velitele náhradní baterie a osvětovým náčelníkem pluku (např. vzdělával negramotné vojáky).
V dubnu 1926 byl přidělen do Kurzu dělostřeleckých pozorovatelů z letounů na Leteckém učilišti v Chebu a poté absolvoval další školení. Do Mukačeva se vrátil v říjnu téhož roku a byl jmenován dělostřeleckým pozorovatelem letcem. Z vyšších pozic na svou osobu dostával velmi kladná hodnocení.
V červnu 1927 byl přidělen k 3. leteckému pluku v Košicích, kde byl až do října téhož roku. Zde se velmi osvědčil, a tak ke konci roku získal hodnost nadporučíka dělostřelectva. Působil jako zástupce velitele páté baterie.
V roce 1930 byl povýšen do hodnosti kapitána dělostřelectva. Sloužil jako mobilizační důstojník. Vedl si velice dobře. Absolvoval jednoletý kurz pro velitele baterií při Dělostřeleckém učilišti v Olomouci a díky tomu byl roku 1933 povýšen na zatímního velitele čtvrté baterie pluku.

### Působení v Brně
V prosinci roku 1935 byl přemístěn k 106. dělostřeleckému pluku v Brně. Z Podkarpatské Rusi se opět dostal i s rodinou na Moravu. O přemístění zažádal sám roku 1934, neboť jeho rodině nevyhovovala zaostalost dané země. V nové funkci prvního důstojníka dříve zmíněného pluku si opět vedl velmi dobře. Byl oceňován hlavně pro své vysoké pracovní nasazení a dobré organizační schopnosti. Byl proto povýšen na velitele druhé baterie daného pluku.

### Zpravodajský důstojník
V roce 1936 se stal referentem 2. (zpravodajského) oddělení Hlavního štábu v Praze. 2. listopadu 1936 nastoupil do defenzivní sekce obranného zpravodajství P-2 pod vedením mjr. konc. Josefa Bartíka. Tato sekce se zaměřovala na boj proti nepřátelské špionážní činnosti vedený prostřednictvím samostatné agenturní a důvěrnické sítě. Alois Čáslavka zde vykonával zpravodajskou činnost zaměřenou proti Německu a Rakousku. Spolu s škpt. pěch. Václavem Cignou měl na starost evidenci a vyhodnocování.
Po vyhlášení mobilizace 23. září 1938 byla v budově Hlavního štábu zřízena tajná ústředna pro odposlouchávání určitých telefonních linek vlastních i cizích zastupitelských orgánů spadající pod ofenzivní sekci. Po Karlu Palečkovi ji řídil Alois Čáslavka od počátku ledna roku 1939 do 15. března téhož roku.

## Vojenská služba za druhé světové války

### Tři Konšelé
Ještě 15. března odpoledne, v den německé okupace začal Alois Čáslavka spolu se svými kolegy mjr. pěch. Františkem Fárkem a mjr. pěch. Antonínem Longou vymýšlet plán pro vytvoření základny pro zahraniční odbojovou činnost, odbojové organizace později známé jako „Tři konšelé“. Alois Čáslavka v ní měl na starost evidenci technického materiálu, vedení deníku, kontakty s cizími legacemi v Praze a průzkum pohraničních přechodů aj.
Navázali kontakt s „jedenáctkou“, skupinou důstojníků v čele s Františkem Moravcem, která v rámci operace „Transfer“ emigrovala do Londýna. Francie zprostředkovávala písemné spojení mezi Prahou a Londýnem v československém výzvědném pracovišti v Paříži s názvem „Karel“. Rodinám důstojníků, které zůstaly v Protektorátu, hrozil postih od gestapa. Tři konšelé dostali za úkol postarat se o emigraci rodin důstojníků, aby se mohla plně rozvinout zpravodajská činnost skupiny kolem Moravce.
Původní plán přesunu rodin do Londýna byl několikrát přepracován, a to i kvůli zásahům gestapa, a nakonec celá akce byla provedena hlavně Aloisem Čáslavkou.
Alois Čáslavka chtěl odjet do Polska vzhledem k židovským kořenům jeho manželky a také kvůli výhrůžkám těsně po okupaci. Samotný Čáslavka byl proto pověřen odsunem rodin „jedenáctky“ a protože komunikace s Paříží vázla, vytvořil vlastní plán akce. Vytvořil podmínky pro bezpečný přechod a přepravu zavazadel do Polska přes Bílý Kříž, nakonec se však tento plán nerealizoval.
Rodiny byly rozděleny na dvě skupiny, ta méně kompromitovaná z nich měla vyjet třemi vlaky z Prahy do Francie, dvěma přes Cheb a jedním přes Berlín. Druhá skupina měla jet do lázní janovské riviéry. Plán se ale nemohl uskutečnit, protože nacisté 24. června 1939 prohledali byty rodin a falešné dokumenty jim odebrali. Čáslavku gestapo mělo zatknout v osm hodin večer. Zlikvidoval své osobní věci a i s rodinou jel do Moravské Ostravy, kde s kolegy vypracoval úspěšný plán na přechod přes hranice – přes Radhošť a Kotař.
Aloisovi Čáslavkovi se nakonec podařilo všechny rodiny dostat do Polska – v několika vlnách je postupně zavezl svým automobilem do Polského Těšína, odtud se dostaly do Varšavy. Koncem července 1939 se přes Dánsko dostaly do Londýna. Operace „Transfer“ se tak uskutečnila bez pomoci Francouzů.
Tři konšelé se kvůli nespolehlivosti Francouzů začali orientovat na Poláky, aby se mohl vytvořit nový komunikační kanál přes Varšavu. Alois Čáslavka jim v Polsku zprostředkoval schůzku se spojkou z polského konzulátu v Praze. Hlavním cílem Konšelů po odjezdu Čáslavky bylo předat polské straně co nejvíce zpravodajských informací o hrozbě německého vpádu do Polska, aby se Polákům vyplatila spolupráce s Čechoslováky.
Následně však byli dva zbývající členové organizace vyslýcháni gestapem a přiznali se, že k odesílání kompromitujících zpráv Moravcovi využili francouzské a polské cesty. Byli různě vězněni a poté odsouzeni k deseti letům vězení.

### Zpravodajská služba v Londýně
V červenci 1939 přijel Alois Čáslavka do Londýna za Moravcovou skupinou. Pro ni bylo důležité zajištěné spojení s domovem a odborná zpravodajská činnost. Alois Čáslavka byl pověřen šifrováním a telefonní relací s pařížskou ústřednou. Také podnikl kurýrní cestu do Stockholmu a zprostředkovával kontakt mezi nejvyššími představiteli československé politické reprezentace při sestavování prozatímní vlády. Po vzniku prozatímní vlády se ve skupině zabýval šifrováním a dešifrováním všech přijatých a odeslaných zpráv, vedením evidence depeší atd. Za věrné služby získal od Moravce návrh na povýšení do hodnosti majora dělostřelectva.

### Působení ve Švédsku
Od června do srpna roku 1941 pět byl poslán na cestu do Švédska, kde dostal za úkol zjistit spojení s domovem a vyzvědět termín německého útoku na SSSR. Čáslavka tam pracoval v prostorách anglické relace ve velice improvizovaných podmínkách.
Potřetí byl ve Švédsku v letech 1944–1946, kam vyjel jako exponovaný zpravodajský důstojník československé vlády ke švédské vládě, obnovil přerušené spojení s domovem a předával informace o poměrech v Protektorátě do Londýna. Získal zde poměrně obsáhlou síť informátorů a spolupracovníků.
Také zde získával informace od cizinců působících v Protektorátě či o protektorátních příslušnících přijíždějících do Švédska. Navazoval kontakty s i s diplomaty ze spojeneckých zemí a zajišťoval zběhy z Norska a Dánska a jejich následné odeslání do československé zahraniční armády. Řešil i problémy spojené s Čechoslováky žijícími ve Švédsku ve spojeneckých zajateckých táborech. Pomáhal také československým občanům zachráněných z německých koncentračních táborů vrátit se domů, nebo vycestovat do jiné země, např. USA. Za všechnu tuto práci byl povýšen na podplukovníka dělostřelectva.

## Poválečná vojenská služba

### Vojenský atašé ve Švédsku
I po kapitulaci Německa zůstal ve Švédsku a od srpna 1945 zde působil jako vojenský atašé. Během roku 1945 za ním přijela jeho rodina a zůstala s ním až do května 194], kdy byl úřad vojenského atašé ve Švédsku zrušen. Po celou dobu pobytu ve Švédsku trpěl nedostatkem peněz od československé vlády kvůli nedostatečné kooperaci Ministerstva zahraničních věcí a Ministerstvem národní obrany a celkově špatné hospodářské situaci v Československu.
Ze švédského tisku vybíral a překládal články, které měly československé vládě pomoci orientovat se v aktuálních vojenských, politických a hospodářských poměrech této země. Vyhledával i například i články kritizující vývoj v poválečném Československu. Dále hledal odpovědi a reagoval na konkrétní dotazy a pokyny z Prahy a každý měsíc zpracoval souhrn nejdůležitějších vojenských a politických událostí ve Švédsku.
Setkával se také s významnými diplomaty, vojáky a politickými představiteli Švédského království a účastnil se akcí organizovaných švédskou armádou.

### V Československu
Po návratu do Prahy se stal přednostou zahraniční skupiny druhého oddělení Hlavního štábu. V roce 1947 vstoupil do KSČ zřejmě z ideologického přesvědčení.
Po únoru 1948 vykonával funkci styčného důstojníka u Ministerstva zahraničních věcí. Počátkem prosince téhož roku druhé oddělení Ministerstva národní obrany zrušilo jeho funkci mj. i kvůli jeho stykům se západními důstojníky.
15. ledna 1949 byl přemístěn k 101. dělostřeleckému pluku v Lounech jako zástupce velitele. Od konce září téhož roku následně sloužil jako velitel dělostřeleckého pluku 110 v Trenčíně. Tajná akce StB zvaná „Lux“ ho nepoznamenala tak tvrdě jako jeho bývalé spolupracovníky (věznění apod.), ale v Trenčíně byl neustále sledován, což pro něj byl neuvěřitelný psychický tlak.
V půlce srpna byl jeho pluk přesunut do Rokytnice v Orlických horách a 23. srpna 1950 byl zproštěn činné vojenské služby a 1. října 1950 byl přeložen do výslužby, a to nejspíš z toho důvodu, že se v minulosti stýkal s pro KSČ krajně nespolehlivými lidmi jak z ČSR, tak ze zahraničí, a působil ve skupině plk. Františka Moravce.

## V civilu
V říjnu 1950 začal pracovat jako kulturně-propagační referent Státních lázní v Trenčianských Teplicích. V roce 1951 zde pracovala také jeho manželka jako dietní asistentka. Zasadil se o zvýšení kulturní úrovně lázní a také se angažoval v mnoha organizacích, např. Sokol a Revoluční odborové hnutí. Prováděl politické a osvětové školení, zval do lázní důstojníky za účelem vojenských přednášek, pracoval s mládeží atd. KSČ stále kontrolovala jeho činnost, ačkoliv se snažil o postup ve straně.
Získal členství v Městském výboru KSS v Trenčianských Teplicích a post instruktora ZO KSS při Cukrovaru v Trenčianské Teplé. V Trenčianských Teplicích založil agitační středisko a patřil k organizátorům úspěšné spartakiády. Osobně zasadil o zvýšení kulturní úrovně festivalu komorní hudby v Trenčianských Teplicích Hudobne leto, který se tam koná dodnes.
Zemřel v Trenčianských Teplicích dne 26. května 1963 na rakovinu plic. Měl slavnostní vojenský pohřeb. V Brně bylo jeho tělo zpopelněno. Dle svého přání byl pohřben v Praze] na Olšanských hřbitovech.

## Vyznání
Byl vychováván v římskokatolické víře. V kvalifikační listině z let 1925–1926 měl v kolonce vyznání uvedeno „bez vyznání“. V Mukačevě se totiž seznámil s myšlenkami marxismu-leninismu. V roce 1927 vstoupil, zřejmě ovlivněn vyznáním své manželky, do evangelické církve metodické. V této církvi se mu vzhledem k jeho levicovému zaměření zamlouval i její sociální rozměr. Roku 1934 přestoupil k Českobratrské církvi evangelické, ke které se hlásila i jeho manželka.